# 웬 마구 플루
웬 마구 플루(When Magoo Flew)는 미국에서 제작된 스티븐 보슈스토우 감독의 1954년 애니메이션, 가족 영화이다. 1955년 아카데미상 시상식에서 아카데미 단편 애니메이션상을 수상했다. 시네마스코프 와이드스크린 포맷으로 제작된 최초의 UPA 단편 영화이다.